# Cástor Oswaldo Azuaje Pérez
Cstor Oswaldo Azuaje Pérez OCD (ur. 19 października 1951 w Maracaibo, zm. 8 stycznia 2021 w Valerze) – wenezuelski duchowny rzymskokatolicki, od 2012 do swojej śmierci w 2021 biskup Trujillo.

## Życiorys
Święcenia kapłańskie otrzymał 25 grudnia 1975 w zakonie karmelitów bosych. Po święceniach przebywał przez kilka lat w Kostaryce. Po powrocie do kraju pracował w zakonnych placówkach w Barquisimeto oraz w Méridzie. W latach 1998–2005 był także wikariuszem biskupim archidiecezji Mérida ds. życia konsekrowanego. W 2005 został delegatem generalnym zakonu dla Wenezueli.
30 czerwca 2007 został mianowany biskupem pomocniczym Maracaibo ze stolicą tytularną Vertara. Sakry biskupiej udzielił mu 31 sierpnia 2007 abp Ubaldo Santana.
3 kwietnia 2012 papież Benedykt XVI mianował go biskupem diecezjalnym Trujillo.
Zmarł 8 stycznia 2021 na COVID-19.